# Fatouma Herber
Pour les articles homonymes, voir Herber.
Fatouma Harber née en 1978 à Tombouctou au Mali, est une cyberactiviste, professeure, photographe et défenseuse des droits humains,.
Elle lutte pour la liberté d'expression au Mali, en se servant de l'informatique comme un outil pour les femmes et les jeunes du Mali.

## Parcours
Fatouma est arrivée dans le monde du cyberactivisme en 2011.
Elle crée un blog qui devient dès 2012, une référence pour dénoncer les abus des droits humains[pas clair] commis contre les civils, et spécialement les violences faites aux femmes pendant l'occupation du nord de Mali, avec l'arrivée du MNLA et des groupes terroristes qui instaurent la charia et chasse les forces armées du Mali.
il[Qui ?] continue néanmoins son blog et a également l'occasion d'écrire un blog sponsorisé par RFI (Radio France International). La même année, Harber fonde l'organisation Doniblog, un collectif de blogueurs maliens qui écrivent principalement sur la démocratie et la liberté d'expression. Elle a également créé une association appelée Yermatoun, qui réclame justice pour les victimes du nord du Mali et œuvre en faveur de la démocratie, de l'autonomisation des jeunes[pas clair] et de la responsabilité du gouvernement.
Le 15 février 2018, à Paris, Fatouma a été nommée par Internet sans frontières pour le Prix mondial de la liberté de la presse de l'UNESCO 2018, au côté de Fatoumata Camara, de Gambie.
Selon Harber dans l'interview d'Africaye expose:[pas clair] Je fais des activités pour créer un endroit où la jeunesse de Tombouctou se puisse trouver[pas clair] autour des nouvelles technologies. Elle coordonne le projet SankoréLabs, pour aider les femmes à reprendre leurs activités économiques après la crise.

## Prix
- 2015 : Prix Mondoblog de Radio France internationale;
- 2018 : Internet Sans des Frontières au Prix Mondial de Liberté de Presse de l'UNESCO[1].
- Novembre 2021 : Prix Anna Gueye de l’Engagement civique par les Médias par Africtivistes